# Wilhelm Schmidt (Zoologe)
Wilhelm Joseph Jakob Schmidt (* 21. Februar 1884 in Bonn, Nordrhein-Westfalen; † 14. Februar 1974 in Langen, Hessen) war ein deutscher Zoologe.

## Leben
Wilhelm Schmidt, Sohn des Bonner Stadtrentmeisters Jakob Hubert Schmidt (* 1849; † 1934) sowie der Bäckermeisterstochter Agnes geborene Schmitz (* 1848; † 1912), widmete sich nach abgelegtem Abitur am Beethoven-Gymnasium Bonn (1903) den Studien der Zoologie, Botanik, Physik und Chemie an der Rheinischen Friedrich-Wilhelms-Universität Bonn, 1907 absolvierte er die Prüfung für das höhere Lehramt, 1908 wurde er bei Adolf Borgert promoviert. 1910 habilitierte er sich als Privatdozent für Zoologie und Vergleichende Anatomie in Bonn, 1918 erfolgte seine Ernennung zum außerplanmäßigen Professor. 1926 folgte er einem Ruf auf den Lehrstuhl für Zoologie und Vergleichende Anatomie sowie die Leitung des Zoologischen Instituts an die Justus-Liebig-Universität Gießen, 1953 wurde er emeritiert.
Wilhelm Schmidt – er war Mitherausgeber der „Zeitschrift für wissenschaftliche Mikroskopie“ – erlangte insbesondere Bekanntheit durch seine grundlegenden Untersuchungen tierischer Zellen und Gewebe mit dem Polarisationsmikroskop. Wilhelm Schmidt war seit 1909 Mitglied der Deutschen Zoologischen Gesellschaft, deren Vorsitz er 1936/37 führte, später wurde er zum Ehrenmitglied ernannt. 1934 wurde Schmidt in die Deutsche Akademie der Naturforscher Leopoldina aufgenommen, 1954 wurde er in die American Academy of Arts and Sciences gewählt. 1955 wurde Schmidt mit der Schleiden-Medaille ausgezeichnet. Des Weiteren erhielt er Ehrendoktorate der Universitäten Gießen (Dr. med. h. c.; Dr. med. vet. h. c.) und Bonn (Dr. med. dent. h. c.).

## Schriften
- Beiträge zur Kenntnis des Weichkörpers und der Fortpflanzung der Castanelliden, Inaugural-Dissertation, Kunstdruckerei A. Broch, 1908
- Das Integument von Voeltzkowia mira Bttgr: ein Beitrag zu Morphologie und Histologie der Eidechsenhaut, Habilitationsschrift, Engelmann, 1910
- Anleitung zu polarisationsmikroskopischen Untersuchungen für Biologen, F. Cohen, Bonn 1924
- Die Bausteine des Tierkörpers in polarisiertem Lichte, F. Cohen, Bonn 1924
- Polarisationsoptische Analyse des submikroskopischen Baues von Zellen und Geweben, Urban und Schwarzenberg, 1934
- Die Doppelbrechung von Karyoplasma, Zytoplasma und Metaplasma, Borntraeger, Berlin 1937
- Mit Adolf Keil: Die gesunden und die erkrankten Zahngewebe des Menschen und der Wirbeltiere im Polarisationsmikroskop : Theorie, Methodik, Ergebnisse der optischen Strukturanalyse der Zahnhartsubstanzen samt ihrer Umgebung, Hanser, München 1958